# 赤木幸仁
赤木 幸仁（あかぎ ゆきひと、1984年（昭和59年）12月12日 - ）は日本の政治家。長崎県議会議員（1期）を務めた。

## 経歴
2003年 長崎県立長崎西高等学校 卒業。
2008年 国立大学法人 東京学芸大学教育学部カウンセリング専攻 卒業。
2009年 ベンチャー企業の人事本部、商品開発本部歴任後、独立行政法人 労働者健康福祉機構 入職。
2014年 独立行政法人 労働者健康福祉機構 退職。日本心理学会認定心理士 取得。一般社団法人 長崎青年協会入会。
2015年 長崎県議会議員選挙立候補 落選。長崎西高同窓会青年部 事務局長就任。長崎☆夏の｢やっぱり、じげもん！よかもん！大祭！｣実行委員。九州最大規模長崎コン開催　実行委員長。農と福祉の 6 次産業化事業着手。
2016年 まちづくり会社｢MACHI つくり｣設立。長崎ハウスぶらぶら 副代表 就任。一般社団法人 長崎青年協会 総務例会委員長 就任。ながさきみなとまつり 企画幹事 就任。
2017年 Google 認定フォトグラファー 取得。長崎 VR 運営開始。長崎市人権擁護委員 就任。一般社団法人 長崎青年協会 夢の企画室リーダー 就任。
2018年　立憲民主党長崎県連合 副代表 就任。株式会社ながさきさーち エグゼクティブディレクター 就任。一般社団法人 長崎青年協会 50 周年担当委員長 就任。
2019年　長崎県議会議員　当選。一般社団法人長崎青年協会新人渉外担当室長　就任。長崎南倫理法人会　顧問。長崎県議会農水経済委員会。長崎県議会新幹線西九州ルート・交通対策特別委員会。長崎県日韓友好議員連盟幹事。長崎県日中友好議員連盟監査。
長崎県観光振興議員連盟幹事。長崎県防衛議員連盟幹事。
2020年　一般社団法人長崎青年協会地域福祉担当室長　就任。長崎県議会文教厚生委員会。長崎県議会議会運営委員会。長崎県議会ICT化検討チーム。
2021年　一般社団法人長崎青年協会副会長　就任。長崎県議会観光生活建設委員会。長崎県議会新型コロナウイルス感染症対策・経済対策特別委員会。三重地区ペーロン協会会長　就任。
2022年　長崎県議会総務委員会副委員長。離島・半島地域振興特別委員。長崎県病院企業団議会議員。改革21会派政策調査事務局長。長崎大水害アーカイブプロジェクト　監事。特定非営利活動法人グローカル防災教育支援センター 監事。FG長崎2045　幹事。
同年、立憲民主党に離党届を提出したが、同党長崎県連は11月6日、第20回統一地方選挙が翌年春に迫る中、支持母体の連合長崎からの県議選への推薦が決まっていた県連幹事長の赤木が離党することで「県連と統一地方選の他の候補者に著しく損害を与えた」として、赤木を除籍処分とした。
2023年1月17日、4月任期満了の長崎市長選挙に無所属で立候補する意向を表明した。投開票の結果、前国土交通省九州運輸局長の鈴木史朗に敗れ落選。

## 趣味
- バスケットボール・サッカー・バレーボール・
- スノーボード・映画鑑賞・飲み会

## 好きな言葉
- 意志あるところに道あり・草莽崛起・感謝

## 尊敬する人
- 坂本龍馬・吉田松陰・高村光太郎[要出典]